# Vasile Conta
Vasile Conta (1845-1882) fue un profesor, político y escritor rumano, de pensamiento antisemita.

## Biografía
Nacido en la localidad moldava de Ghindăoani en 1845 o 1846, completó sus estudios jurídicos y filosóficos en Bruselas con una beca del Estado y de regreso a su país natal, se convirtió en profesor de derecho en la Universidad de Iași en 1873. Diputado en la Cámara revisionista en 1879, formó parte del gabinete de Ion Brătianu como ministro de Cultos e Instrucción Pública del 20 de julio de 1880 a 1881. Luego fue miembro de la Corte de Casación. Comenzó escribiendo versos, pero sus principales publicaciones habrían sido Teoria ondulaţiunii universale, Teoria tatalisnrului e Încercări în metafisica. Conta, cuyos escritos fueron traducidos al francés por D. Rosetti-Tezcanu, falleció en 1882. Se mostró opuesto a los judíos en Rumanía.